# TFTS
System łączności TFTS (Terrestrial Flight Telecommunication System) – system naziemnej łączności lotniczej. Jest przeznaczony do łączności między pasażerami samolotów i abonentami publicznej sieci telekomunikacyjnej. Został opracowany i znormalizowany przez Europejski Instytut Norm Telekomunikacyjnych (ETSI).
W skład systemu wchodzą:
- Stacje zainstalowane w samolotach (samolotowe), oznaczane skrótem AS;
- System stacji naziemnych, oznaczany skrótem GSS, połączony z publiczną siecią telekomunikacyjną.

System TFTS zapewnia użytkownikowi różnorodne usługi za pośrednictwem terminalu lotniczego AT oraz interfejsów i innych bloków funkcjonalnych wchodzących w skład AS.
Najważniejszym zastosowaniem systemu TFTS są duże liniowe samoloty pasażerskie, ale może być również stosowany w małych samolotach pasażerskich oraz we wszystkich statkach powietrznych.
System TFTS jest systemem komórkowym przewidzianym do stosowania nad lądami. Nie jest przewidziany i nie obejmuje swoim zasięgiem obszarów oceanów.